# DeepSeek
DeepSeek (на китайски: 深度求索) е китайски технологичен стартъп, създаден през 2023 г. с водещ акционер Лян Венфън.
Компанията се фокусира върху изследването и прилагането на изкуствения интелект. Към края на 2024 г. представя своя езиков модел V3. През януари 2025 г. пуска езиковия модел с отворен код R1, подобрена версия на базата на V3.
DeepSeek е автор и на редица други модели, включително модели за генериране на изображения.